# Raúl Diez Canseco Terry
Raúl Diez-Canseco Terry (Lima, 23 de enero de 1948) es un economista, empresario y político peruano. Es miembro y uno de los actuales líderes de Acción Popular, partido político fundado por su tío, Fernando Belaúnde Terry. Como político desempeñó los cargos de primer vicepresidente de la República del Perú durante el gobierno de Alejandro Toledo, desde el 28 de julio del 2001 hasta su renuncia el 24 de diciembre del 2004, y de ministro de Comercio Exterior y Turismo. Asimismo, fue diputado por Lima en el disuelto periodo 1990-1992 y candidato a la presidencia del Perú en las elecciones de 1995. Actualmente se dedica al ámbito empresarial como presidente de la Universidad San Ignacio de Loyola, fundado por él mismo en 1995.

## Biografía
Raúl Diez-Canseco nació el 23 de enero de 1948 en la ciudad de Lima, capital principal del Perú. Su padre fue Julio Raúl Diez-Canseco Magill, hijo de Carlos Diez-Canseco y de Romaña, y de Julia Catalina Magill Villacampa. Su madre fue Eva Terry Montes de Peralta, hija de Pedro Terry y García, y prima hermana de Fernando Belaúnde Terry, presidente del Perú en dos ocasiones.
Diez-Canseco cursó sus estudios de primaria en el Colegio La Inmaculada del distrito de Santiago de Surco y la secundaria los realizó en el Colegio Maristas de distrito de San Isidro.
Ingresó a la Universidad del Pacífico, en donde estudió Economía y obtuvo una licenciatura en 1972. Antes de su pase por la universidad, Diez-Canseco trabajó en la construcción de la carretera Marginal de la Selva como ayudante de topógrafo y cumplió el servicio militar obligatorio en 1966, en la Marina de Guerra del Perú.
Desde 1975 hasta 2006, Raúl Diez-Canseco contrajo Jana Hartinger Mazzini, con quien tuvo cuatro hijos: Raúl Diez-Canseco Hartinger, Jana Diez-Canseco Hartinger, Pamela Diez-Canseco Hartinger y Milagros Diez-Canseco Hartinger. En 2004, se hizo público la relación de Diez-Canseco con Luciana de la Fuente, quien antes fue enamorada de su hijo mayor y generó controversias durante su etapa como vicepresidente. En 2006 se separó de Jana Hartinger y desde 2008 convive con De la Fuente, con quien contrajo matrimonio en 2008.

## Carrera empresarial
En 1968, debido a la difícil situación laboral de su padre, Raúl Diez-Canseco empezó a trabajar dictando clases para jóvenes que se preparaban para postular a la universidad. Ese mismo año, fundó la academia preuniversitaria San Ignacio de Loyola.
Posteriormente, entre 1983 y 1995, Diez-Canseco desarrolló varias instituciones que actualmente conforman la Corporación Educativa San Ignacio de Loyola: En 1983 fundó el Instituto San Ignacio de Loyola y dos años después, en 1985, el Colegio San Ignacio de Recalde. En 1987, fundó e implementó el Colegio San Ignacio de Loyola en la ciudad de Asunción, en Paraguay.
Finalmente en el 7 de diciembre de 1995, Raúl Diez-Canseco fundó e inauguró la Universidad San Ignacio de Loyola, siendo una de las principales universidades en toda la ciudad de Lima y en el Perú.
En 2005 inauguró la Escuela de Chefs. Siguieron luego la inauguración del restaurante escuela Don Ignacio y en 2007 la pastelería Di Patisserie. Tres años después, en 2008, inauguró la primera escuela de chefs peruana en Miami, la Don Ignacio Culinary Arts School, hoy San Ignacio University.
Durante el régimen militar en el Perú, Diez-Canseco viajó al Ecuador, donde descubrió el potencial económico de las franquicias y se convirtió así en el primer peruano en implementar y desarrollar en el Perú el negocio de las franquicias de alimentos y de entretenimiento. En consecuencia, fue accionista y miembro del directorio de reconocidas franquicias como Kentucky Fried Chicken (1980), Pizza Hut (1982), Burger King (1993), Chili's (1996), Brunswick Bowling-Cosmic Bowling (1996), Starbucks, entre otras.
En 1998 creó la entidad sin ánimo de lucro Pro Bienestar y Desarrollo (Probide).
Desde agosto de 2006 hasta marzo de 2017, ejerció el cargo de cónsul honorario de la República de Filipinas en el Perú.

## Carrera política
Debido a la participación de su familia en el ámbito político, Raúl Diez-Canseco incursionó también en la política peruana como militante de Acción Popular, partido político de Fernando Belaúnde Terry, su tío y quien ejerció la presidencia del Perú en dos oportunidades: 1963-1968 y 1980-1985. Diez-Canseco comenzó su carrera política durante el segundo gobierno de Belaúnde, cuando fue convocado por la primera dama de la nación, Violeta Correa, con el fin de implementar y desarrollar el programa Cocinas Familiares, que benefició a decenas de miles de madres de las zonas urbano marginales de Lima Metropolitana. Diez-Canseco también ejerció la secretaría departamental de Lima Metropolitana de Acción Popular a fines de la década de 1980.
En 1984 fue nombrado como viceministro de Turismo del Ministerio de Industria, Turismo e Integración del Perú, bajo la gestión del ministro Álvaro Becerra.
En las elecciones generales de 1990, inició su participación en la política postulando a la Cámara de Diputados del Congreso de la República del Perú por el Frente Democrático, alianza política que integraba Acción Popular y que postulaba al escritor Mario Vargas Llosa a la presidencia del Perú. Diez-Canseco fue elegido diputado por la región Lima para el periodo 1990-1995.
Entre 1990 y 1992, Diez-Canseco presidió la Comisión de Industria, Turismo y Negociaciones Internacionales del Congreso. Sin embargo en la noche del 5 de abril de 1992, su cargo fue disuelto por el autogolpe de Estado de Alberto Fujimori, medida que generó un quiebre a la democracia peruana y donde se volvió en uno de los opositores al gobierno fujimorista hasta su final en el año 2000.
En 1993, fue candidato a la alcaldía de la ciudad de Lima por Acción Popular en las elecciones municipales, en las que quedó en tercer lugar tras la reelección de Ricardo Belmont. Ese mismo año asumió la secretaría general de su partido.
En 1994, la oposición democrática discutía sobre los candidatos presidenciales para las elecciones de 1995, en las que Alberto Fujimori pretendía su reelección como presidente del Perú. Finalmente, la oposición acordó que cada partido político participara por cuenta propia y el 17 de septiembre de ese mismo año, el plenario de Acción Popular eligió a Raúl Diez-Canseco como su candidato presidencial, siendo respaldada por Fernando Belaúnde Terry. Sin embargo, Alberto Fujimori ganó la reelección por una abrumadora mayoría y por las manipulaciones de Vladimiro Montesinos en las entidades del Estado. Diez-Canseco quedó en el sexto lugar con el 1.07 % de votos y logró reinscribir a Acción Popular ante el Jurado Nacional de Elecciones.
El 29 de mayo de 1998, luego de que Alberto Fujimori anunciara la posibilidad de reelegirse como presidente por segunda vez en el año 2000, la oposición presentó 1’260,000 firmas para la consulta de un referéndum que frenara la cuestionada reelección presidencial. Entre los firmantes se encontraba Raúl Diez-Canseco, acompañado de Lourdes Flores, Javier Diez Canseco, Mauricio Mulder, Javier Pérez de Cuéllar, Alejandro Santa María Silva, Rolando Breña Pantoja, Roger Cáceres Velásquez y Alberto Borea, todos estos representantes de la oposición al fujimorismo. Sin embargo, Fujimori logró que su segunda reelección tuviera éxito luego de que el Congreso y autoridades del Estado, todos estos controlados por Vladimiro Montesinos, lograran frustrar el referéndum.

## Gobierno de Alejandro Toledo
Luego de la caída del gobierno fujimorista por la difusión de los “Vladivideos”, el presidente interino Valentín Paniagua convocó a elecciones generales para el 2001, en las que también anunció de que su partido Acción Popular no presentaría candidato presidencial. Sin embargo, el partido acordó apoyar la candidatura presidencial de Alejandro Toledo, líder del partido Perú Posible que encabezó la Marcha de los Cuatro Suyos contra la segunda reelección de Alberto Fujimori, y éste presentó a Raúl Diez-Canseco como su candidato a la primera vicepresidencia, acompañando a David Waisman. La invitación de Diez-Canseco se debió por Fernando Belaúnde Terry, quien apoyó a Toledo en la marcha contra el régimen fujimorista.
Finalmente, Toledo logra salir elegido como presidente del Perú en segunda vuelta, venciendo a Alan García del APRA, y fue juramentado el 28 de julio en el Congreso de la República para el periodo presidencial 2001-2006. Seguidamente, Carlos Ferrero Costa, presidente del Congreso, tomó juramento a Raúl Diez-Canseco y David Waisman como respectivos vicepresidentes. Ese mismo día, Toledo juramentó a su primer Consejo de Ministros, encabezado por el empresario Roberto Dañino Zapata, y entre sus ministros nombró a Diez-Canseco como titular del Ministerio de Industria, Turismo, Integración y Negociaciones Comerciales Internacionales del Perú, que luego pasó a ser nombrado como Ministerio de Comercio Exterior y Turismo en 2002.
Como ministro, Diez-Canseco representó al Perú ante el directorio de la Corporación Andina de Fomento (CAF). Al año siguiente fue elegido presidente de la CAF en representación de los países miembros. Durante su gestión se aprobó el préstamo de esta institución financiera que hizo posible poner en marcha el proyecto Camisea.
En 2002, Diez Canseco asumió la conducción del recién creado Ministerio de Comercio Exterior y Turismo (Mincetur), mediante el cual consiguió transformar el rol del Estado en la promoción del comercio exterior y el turismo. Entre otras iniciativas, impulsó las gestiones con Estados Unidos para aprobar e implementar el Tratado de Libre Comercio (TLC). Previamente, logró renovar y ampliar la vigencia del ATPDEA (Ley de Promoción Comercial Andina y Erradicación de la Droga), extendiendo los beneficios de ingreso libre de aranceles al mercado norteamericano a las prendas de vestir. En su gestión también se firmó el TLC con Tailandia y se iniciaron conversaciones con México y Chile.
Entre 2002 y 2003, Diez-Canseco creó el Centro de Innovación Tecnológica de Huancavelica (CITE-Huancavelica), con donaciones de la Organización de las Naciones Unidas para el Desarrollo Industrial (ONUDI). Asimismo, se logró también la exportación de caballos de paso a España y puso en marcha diversos planes de posicionamiento del pisco peruano en los mercados europeos, hecho que logró recuperar el nombre “pisco” como producto de origen de Perú.
La gestión de Raúl Diez-Canseco se caracterizó más por la promoción turística del Perú en el exterior, generando que la imagen del Perú empezara a tener más presencia mediática internacional.
En 2003, se hizo público una denuncia periodística contra Diez-Canseco, como titular de Mincetur, de promover el Decreto Supremo 047 en el que favorecía al empresario Germán de la Fuente, padre de Luciana de la Fuente quien mantenía una relación sentimental con Diez-Canseco. Asimismo, se publicó de que Diez-Canseco beneficiaba a familiares de De la Puente en entidades pertenecientes al Mincetur. El beneficio hacia Germán de la Fuente correspondía a su administración en restaurantes situados en una zona del Aeropuerto Internacional Jorge Chávez y en deudas de impuestos a la Superintendencia Nacional de Aduanas y de Administración Tributaria (SUNAT).
El 6 de noviembre del 2004, un diario local publicó Los pecados de Raúl, un informe periodístico que relataba que Diez-Canseco había contratado a Luciana de la Fuente en Comisión para la Promoción de Exportaciones, entidad que dependía del ministerio que él dirigía, con muy altos sueldos. Al respecto, De la Fuente se defendió indicando que ingresó a trabajar como asesora de la Dirección Ejecutiva de PROMPEX por un concurso público, sin intervención de Diez-Canseco.
El romance de Diez-Canseco fue un gran escándalo, no solo porque éste era un hombre casado, sino porque De la Fuente era exnovia de su hijo.
El 10 de noviembre de 2003, Diez-Canseco renunció al Ministerio de Comercio Exterior y Turismo del Perú y en su reemplazo, Alejandro Toledo decidió nombrar a Alfredo Ferrero, viceministro y sobrino de Diez-Canseco. Sin embargo, el Congreso de la República empezó a investigarlo por tráfico de influencias, en donde se defendió diciendo que el único error que cometió fue enamorarse.
Finalmente, el 30 de enero del 2004, Raúl Diez-Canseco anunció su renuncia a la primera vicepresidencia del Perú mediante una conferencia de prensa, en donde explicó que lo hacía para "fortalecer el régimen democrático" de su país y la gestión del presidente Alejandro Toledo". Su renuncia fue polémica para el gobierno toledista, debido a que enfrentaba una crisis política por diversos cuestionamientos contra miembros del gobierno, así como por la supuesta falsificación de firmas para la inscripción del partido Perú Posible. La renuncia de Diez-Canseco fue luego aprobada por el Congreso el 14 de diciembre del 2004, quedando David Waisman como único vicepresidente.
Diez-Canseco continuó siendo investigado tanto por el Ministerio Público como por una comisión especial en el Congreso de la República. Sin embargo, ambas entidades optaron por archivar las investigaciones.

## Actividades posteriores
Tras renunciar al gobierno de Alejandro Toledo, Raúl Diez-Canseco se mantuvo dedicado al ámbito empresarial y a las actividades partidarias de Acción Popular. No obstante, se mantuvo siempre en el escenario político.
En 2010, Diez-Canseco retomó al ámbito político como colaborador de Alejandro Toledo, quien postulaba nuevamente a la presidencia en las elecciones generales del 2011, y miembro de su equipo técnico. Si bien no participó como candidato, Diez-Canseco expresó públicamente su respaldo a Toledo y apoyó la incorporación de Acción Popular en la Alianza Perú Posible.
En febrero del 2013, Diez-Canseco manifestó desde Arequipa su apoyo a Susana Villarán en el proceso de revocatoria de la alcaldía de Lima. Asimismo, aprovechó para declarar de que el Partido Aprista Peruano conspiró contra el gobierno de Alejandro Toledo, hecho que fue rechazado por los apristas quienes apoyaban la revocatoria de Villarán.
En 2016 apoyó al gobierno de Pedro Pablo Kuczynski. Al año siguiente, durante las investigaciones de políticos peruanos por el Caso Odebrecht, Diez-Canseco manifestó sentirse decepcionado de Alejandro Toledo por estar involucrado en dichas investigaciones.
En 2018 apareció como uno de los aportantes a la campaña de Jorge Muñoz para las elecciones municipales.
Durante la pandemia de COVID-19 en el Perú, Diez-Canseco lanzó "Respira Perú", campaña que recaudaba fondos para la compra de balones de oxígeno. En esa misma época, Diez-Canseco fue uno de los que apoyaron el breve gobierno de transición de Manuel Merino.
En 2019, anunció su precandidatura presidencial para las elecciones del 2021, aunque luego renunció. Sin embargo en 2021, durante la segunda vuelta de las elecciones, Diez-Canseco anunció su apoyo a la candidatura de Keiko Fujimori contra la de Pedro Castillo. Su apoyo al fujimorismo generó polémicas debido a que antes formó parte de la oposición al gobierno de Alberto Fujimori. Asimismo, el antifujimorismo de Diez-Canseco despareció cuando éste manifestó su apoyo al indulto del condenado expresidente.
Actualmente integra el grupo “Peruanos de Estado” conformado por personalidades del ámbito empresarial en el Perú.

## Logros y reconocimientos
En el año 2000 recibió el reconocimiento Excelencia en Empresariado Social por la representación peruana del Banco Interamericano de Desarrollo, con su proyecto «Creer para Crear».
En 2010, recibió de la Priyadarshni Academy, en la India, el Priyadarshni Awards, también llamado el Nobel Hindú, en reconocimiento a sus cuarenta años de dedicación a la lucha contra la pobreza a través de la educación y el emprendimiento. Este se otorga cada dos años a personalidades a nivel mundial en reconocimiento por su aporte a la humanidad en diferentes campos como la educación, los derechos humanos, la innovación, la cultura, el desarrollo, entre otros.
Ha recibido también medallas de honor de los Gobiernos de Brasil, Paraguay y España. Ha sido distinguido también como doctor honoris causa por la Universidad Abierta Interamericana de Buenos Aires.
En 2015, Diez-Canseco fue distinguido con el President’s Global Leadership Award (Premio al Liderazgo Global), otorgado por Universidad del Sur de Florida (USF) como reconocimiento a su trayectoria emprendedora y sus aportes a la educación mundial.
En enero del 2023, el Departamento de Educación de los Estados Unidos reconoció a Raúl Diez-Canseco como el primer peruano en establecer una universidad en el país norteamericano.

## Genealogía
| \| \| \| \| \| \| \| \| \| \| \| \| \| \| \| \| \| \| \| \| 16. Manuel José Diez-Canseco y Corbacho \| \| \| \| \| \| \| \| \| \| \| \| \| \| \| \| \| \| \| \| \| \| \| \| \| \| \| \| \| \| \| \| \| \| \| \| \| \| \| \| \| \| \| \| \| \| \| \| \| \| \| \| \| \| 8. Manuel Francisco Diez-Canseco y de Olazábal \| \| \| \| \| \| \| \| \| \| \| \| \| \| \| \| \| \| \| \| \| \| \| \| \| \| \| \| \| \| \| \| \| \| \| \| \| \| \| \| \| \| \| \| \| \| \| \| \| \| \| \| \| \| 17. María Gabina de Olazábal y Abril \| \| \| \| \| \| \| \| \| \| \| \| \| \| \| \| \| \| \| \| \| \| \| \| \| \| \| \| \| \| \| \| \| \| \| \| \| \| \| \| \| \| \| \| \| \| \| \| \| \| \| \| \| \| 4. Carlos Diez-Canseco y de Romaña \| \| \| \| \| \| \| \| \| \| \| \| \| \| \| \| \| \| \| \| \| \| \| \| \| \| \| \| \| \| \| \| \| \| \| \| \| \| \| \| \| \| \| \| \| \| \| \| \| \| \| \| \| \| 18. Modesto de Romaña y López de Romaña \| \| \| \| \| \| \| \| \| \| \| \| \| \| \| \| \| \| \| \| \| \| \| \| \| \| \| \| \| \| \| \| \| \| \| \| \| \| \| \| \| \| \| \| \| \| \| \| \| \| \| \| \| \| 9. María Josefa de Romaña y Bustamante \| \| \| \| \| \| \| \| \| \| \| \| \| \| \| \| \| \| \| \| \| \| \| \| \| \| \| \| \| \| \| \| \| \| \| \| \| \| \| \| \| \| \| \| \| \| \| \| \| \| \| \| \| \| 19. Marta de Bustamante y Alatrista Almonte \| \| \| \| \| \| \| \| \| \| \| \| \| \| \| \| \| \| \| \| \| \| \| \| \| \| \| \| \| \| \| \| \| \| \| \| \| \| \| \| \| \| \| \| \| \| \| \| \| \| \| \| \| \| 2. Julio Raúl Diez-Canseco Magill \| \| \| \| \| \| \| \| \| \| \| \| \| \| \| \| \| \| \| \| \| \| \| \| \| \| \| \| \| \| \| \| \| \| \| \| \| \| \| \| \| \| \| \| \| \| \| \| \| \| \| \| \| \| 20. Hugo Magil \| \| \| \| \| \| \| \| \| \| \| \| \| \| \| \| \| \| \| \| \| \| \| \| \| \| \| \| \| \| \| \| \| \| \| \| \| \| \| \| \| \| \| \| \| \| \| \| \| \| \| \| \| \| 10. Jacques Magill Magill \| \| \| \| \| \| \| \| \| \| \| \| \| \| \| \| \| \| \| \| \| \| \| \| \| \| \| \| \| \| \| \| \| \| \| \| \| \| \| \| \| \| \| \| \| \| \| \| \| \| \| \| \| \| 21. Catherine Magil \| \| \| \| \| \| \| \| \| \| \| \| \| \| \| \| \| \| \| \| \| \| \| \| \| \| \| \| \| \| \| \| \| \| \| \| \| \| \| \| \| \| \| \| \| \| \| \| \| \| \| \| \| \| 5. Julia Catalina Magill y Villacampa \| \| \| \| \| \| \| \| \| \| \| \| \| \| \| \| \| \| \| \| \| \| \| \| \| \| \| \| \| \| \| \| \| \| \| \| \| \| \| \| \| \| \| \| \| \| \| \| \| \| \| \| \| \| 22. Pedro José de Villacampa y Castañeda \| \| \| \| \| \| \| \| \| \| \| \| \| \| \| \| \| \| \| \| \| \| \| \| \| \| \| \| \| \| \| \| \| \| \| \| \| \| \| \| \| \| \| \| \| \| \| \| \| \| \| \| \| \| 11. María del Rosario Villacampa Viana \| \| \| \| \| \| \| \| \| \| \| \| \| \| \| \| \| \| \| \| \| \| \| \| \| \| \| \| \| \| \| \| \| \| \| \| \| \| \| \| \| \| \| \| \| \| \| \| \| \| \| \| \| \| 23. Juliana Fernández de Viana y Báez \| \| \| \| \| \| \| \| \| \| \| \| \| \| \| \| \| \| \| \| \| \| \| \| \| \| \| \| \| \| \| \| \| \| \| \| \| \| \| \| \| \| \| \| \| \| \| \| \| \| \| \| \| \| 1. Raúl Diez-Canseco Terry \| \| \| \| \| \| \| \| \| \| \| \| \| \| \| \| \| \| \| \| \| \| \| \| \| \| \| \| \| \| \| \| \| \| \| \| \| \| \| \| \| \| \| \| \| \| \| \| \| \| \| \| \| \| 24. Pedro Terry y Salazar \| \| \| \| \| \| \| \| \| \| \| \| \| \| \| \| \| \| \| \| \| \| \| \| \| \| \| \| \| \| \| \| \| \| \| \| \| \| \| \| \| \| \| \| \| \| \| \| \| \| \| \| \| \| 12. Teodorico Terry del Real \| \| \| \| \| \| \| \| \| \| \| \| \| \| \| \| \| \| \| \| \| \| \| \| \| \| \| \| \| \| \| \| \| \| \| \| \| \| \| \| \| \| \| \| \| \| \| \| \| \| \| \| \| \| 25. Jacoba del Real y Solar \| \| \| \| \| \| \| \| \| \| \| \| \| \| \| \| \| \| \| \| \| \| \| \| \| \| \| \| \| \| \| \| \| \| \| \| \| \| \| \| \| \| \| \| \| \| \| \| \| \| \| \| \| \| 6. Pedro Terry y García \| \| \| \| \| \| \| \| \| \| \| \| \| \| \| \| \| \| \| \| \| \| \| \| \| \| \| \| \| \| \| \| \| \| \| \| \| \| \| \| \| \| \| \| \| \| \| \| \| \| \| \| \| \| 26. Manuel García Pacheco \| \| \| \| \| \| \| \| \| \| \| \| \| \| \| \| \| \| \| \| \| \| \| \| \| \| \| \| \| \| \| \| \| \| \| \| \| \| \| \| \| \| \| \| \| \| \| \| \| \| \| \| \| \| 13. Jesús García Pacheco y Vásquez de Oricáin \| \| \| \| \| \| \| \| \| \| \| \| \| \| \| \| \| \| \| \| \| \| \| \| \| \| \| \| \| \| \| \| \| \| \| \| \| \| \| \| \| \| \| \| \| \| \| \| \| \| \| \| \| \| 27. Manuela Vásquez de Oricáin \| \| \| \| \| \| \| \| \| \| \| \| \| \| \| \| \| \| \| \| \| \| \| \| \| \| \| \| \| \| \| \| \| \| \| \| \| \| \| \| \| \| \| \| \| \| \| \| \| \| \| \| \| \| 3. Eva Terry Montes de Peralta \| \| \| \| \| \| \| \| \| \| \| \| \| \| \| \| \| \| \| \| \| \| \| \| \| \| \| \| \| \| \| \| \| \| \| \| \| \| \| \| \| \| \| \| \| \| \| \| \| \| \| \| \| \| 28. Pedro José Montes \| \| \| \| \| \| \| \| \| \| \| \| \| \| \| \| \| \| \| \| \| \| \| \| \| \| \| \| \| \| \| \| \| \| \| \| \| \| \| \| \| \| \| \| \| \| \| \| \| \| \| \| \| \| 14. José Abel Montes Sobrino \| \| \| \| \| \| \| \| \| \| \| \| \| \| \| \| \| \| \| \| \| \| \| \| \| \| \| \| \| \| \| \| \| \| \| \| \| \| \| \| \| \| \| \| \| \| \| \| \| \| \| \| \| \| 29. Mercedes Sobrino y Piérola \| \| \| \| \| \| \| \| \| \| \| \| \| \| \| \| \| \| \| \| \| \| \| \| \| \| \| \| \| \| \| \| \| \| \| \| \| \| \| \| \| \| \| \| \| \| \| \| \| \| \| \| \| \| 7. Eva Montes de Peralta \| \| \| \| \| \| \| \| \| \| \| \| \| \| \| \| \| \| \| \| \| \| \| \| \| \| \| \| \| \| \| \| \| \| \| \| \| \| \| \| \| \| \| \| \| \| \| \| \| \| \| \| \| \| 30. Honorato Valdés de Peralta y Villavicencio \| \| \| \| \| \| \| \| \| \| \| \| \| \| \| \| \| \| \| \| \| \| \| \| \| \| \| \| \| \| \| \| \| \| \| \| \| \| \| \| \| \| \| \| \| \| \| \| \| \| \| \| \| \| 15. Emperatriz Valdés de Peralta y Torres de Arellano \| \| \| \| \| \| \| \| \| \| \| \| \| \| \| \| \| \| \| \| \| \| \| \| \| \| \| \| \| \| \| \| \| \| \| \| \| \| \| \| \| \| \| \| \| \| \| \| \| \| \| \| \| \| 31. Juana Torres de Arellano y Ponce de León \| \| \| \| \| \| \| \| \| \| \| \| \| \| \| \| \| \| \| \| \| \| \| \| \| \| \| \| \| \| \| \| \| \| \| \| \| \| \| \| \| \| \| \| \| \| \| \| \| \| \| \| |                                                       |  |  |  |  |  |  |  |  |  |  |  |  |  |  |  |
| |                                                       |  |  |  |  |  |  |  |  |  |  |  |  |  |  |  |
| | 16. Manuel José Diez-Canseco y Corbacho               |  |  |  |  |  |  |  |  |  |  |  |  |  |  |  |
| |                                                       |  |  |  |  |  |  |  |  |  |  |  |  |  |  |  |
| |                                                       |  |  |  |  |  |  |  |  |  |  |  |  |  |  |  |
| | 8. Manuel Francisco Diez-Canseco y de Olazábal        |  |  |  |  |  |  |  |  |  |  |  |  |  |  |  |
| |                                                       |  |  |  |  |  |  |  |  |  |  |  |  |  |  |  |
| |                                                       |  |  |  |  |  |  |  |  |  |  |  |  |  |  |  |
| | 17. María Gabina de Olazábal y Abril                  |  |  |  |  |  |  |  |  |  |  |  |  |  |  |  |
| |                                                       |  |  |  |  |  |  |  |  |  |  |  |  |  |  |  |
| |                                                       |  |  |  |  |  |  |  |  |  |  |  |  |  |  |  |
| | 4. Carlos Diez-Canseco y de Romaña                    |  |  |  |  |  |  |  |  |  |  |  |  |  |  |  |
| |                                                       |  |  |  |  |  |  |  |  |  |  |  |  |  |  |  |
| |                                                       |  |  |  |  |  |  |  |  |  |  |  |  |  |  |  |
| | 18. Modesto de Romaña y López de Romaña               |  |  |  |  |  |  |  |  |  |  |  |  |  |  |  |
| |                                                       |  |  |  |  |  |  |  |  |  |  |  |  |  |  |  |
| |                                                       |  |  |  |  |  |  |  |  |  |  |  |  |  |  |  |
| | 9. María Josefa de Romaña y Bustamante                |  |  |  |  |  |  |  |  |  |  |  |  |  |  |  |
| |                                                       |  |  |  |  |  |  |  |  |  |  |  |  |  |  |  |
| |                                                       |  |  |  |  |  |  |  |  |  |  |  |  |  |  |  |
| | 19. Marta de Bustamante y Alatrista Almonte           |  |  |  |  |  |  |  |  |  |  |  |  |  |  |  |
| |                                                       |  |  |  |  |  |  |  |  |  |  |  |  |  |  |  |
| |                                                       |  |  |  |  |  |  |  |  |  |  |  |  |  |  |  |
| | 2. Julio Raúl Diez-Canseco Magill                     |  |  |  |  |  |  |  |  |  |  |  |  |  |  |  |
| |                                                       |  |  |  |  |  |  |  |  |  |  |  |  |  |  |  |
| |                                                       |  |  |  |  |  |  |  |  |  |  |  |  |  |  |  |
| | 20. Hugo Magil                                        |  |  |  |  |  |  |  |  |  |  |  |  |  |  |  |
| |                                                       |  |  |  |  |  |  |  |  |  |  |  |  |  |  |  |
| |                                                       |  |  |  |  |  |  |  |  |  |  |  |  |  |  |  |
| | 10. Jacques Magill Magill                             |  |  |  |  |  |  |  |  |  |  |  |  |  |  |  |
| |                                                       |  |  |  |  |  |  |  |  |  |  |  |  |  |  |  |
| |                                                       |  |  |  |  |  |  |  |  |  |  |  |  |  |  |  |
| | 21. Catherine Magil                                   |  |  |  |  |  |  |  |  |  |  |  |  |  |  |  |
| |                                                       |  |  |  |  |  |  |  |  |  |  |  |  |  |  |  |
| |                                                       |  |  |  |  |  |  |  |  |  |  |  |  |  |  |  |
| | 5. Julia Catalina Magill y Villacampa                 |  |  |  |  |  |  |  |  |  |  |  |  |  |  |  |
| |                                                       |  |  |  |  |  |  |  |  |  |  |  |  |  |  |  |
| |                                                       |  |  |  |  |  |  |  |  |  |  |  |  |  |  |  |
| | 22. Pedro José de Villacampa y Castañeda              |  |  |  |  |  |  |  |  |  |  |  |  |  |  |  |
| |                                                       |  |  |  |  |  |  |  |  |  |  |  |  |  |  |  |
| |                                                       |  |  |  |  |  |  |  |  |  |  |  |  |  |  |  |
| | 11. María del Rosario Villacampa Viana                |  |  |  |  |  |  |  |  |  |  |  |  |  |  |  |
| |                                                       |  |  |  |  |  |  |  |  |  |  |  |  |  |  |  |
| |                                                       |  |  |  |  |  |  |  |  |  |  |  |  |  |  |  |
| | 23. Juliana Fernández de Viana y Báez                 |  |  |  |  |  |  |  |  |  |  |  |  |  |  |  |
| |                                                       |  |  |  |  |  |  |  |  |  |  |  |  |  |  |  |
| |                                                       |  |  |  |  |  |  |  |  |  |  |  |  |  |  |  |
| | 1. Raúl Diez-Canseco Terry                            |  |  |  |  |  |  |  |  |  |  |  |  |  |  |  |
| |                                                       |  |  |  |  |  |  |  |  |  |  |  |  |  |  |  |
| |                                                       |  |  |  |  |  |  |  |  |  |  |  |  |  |  |  |
| | 24. Pedro Terry y Salazar                             |  |  |  |  |  |  |  |  |  |  |  |  |  |  |  |
| |                                                       |  |  |  |  |  |  |  |  |  |  |  |  |  |  |  |
| |                                                       |  |  |  |  |  |  |  |  |  |  |  |  |  |  |  |
| | 12. Teodorico Terry del Real                          |  |  |  |  |  |  |  |  |  |  |  |  |  |  |  |
| |                                                       |  |  |  |  |  |  |  |  |  |  |  |  |  |  |  |
| |                                                       |  |  |  |  |  |  |  |  |  |  |  |  |  |  |  |
| | 25. Jacoba del Real y Solar                           |  |  |  |  |  |  |  |  |  |  |  |  |  |  |  |
| |                                                       |  |  |  |  |  |  |  |  |  |  |  |  |  |  |  |
| |                                                       |  |  |  |  |  |  |  |  |  |  |  |  |  |  |  |
| | 6. Pedro Terry y García                               |  |  |  |  |  |  |  |  |  |  |  |  |  |  |  |
| |                                                       |  |  |  |  |  |  |  |  |  |  |  |  |  |  |  |
| |                                                       |  |  |  |  |  |  |  |  |  |  |  |  |  |  |  |
| | 26. Manuel García Pacheco                             |  |  |  |  |  |  |  |  |  |  |  |  |  |  |  |
| |                                                       |  |  |  |  |  |  |  |  |  |  |  |  |  |  |  |
| |                                                       |  |  |  |  |  |  |  |  |  |  |  |  |  |  |  |
| | 13. Jesús García Pacheco y Vásquez de Oricáin         |  |  |  |  |  |  |  |  |  |  |  |  |  |  |  |
| |                                                       |  |  |  |  |  |  |  |  |  |  |  |  |  |  |  |
| |                                                       |  |  |  |  |  |  |  |  |  |  |  |  |  |  |  |
| | 27. Manuela Vásquez de Oricáin                        |  |  |  |  |  |  |  |  |  |  |  |  |  |  |  |
| |                                                       |  |  |  |  |  |  |  |  |  |  |  |  |  |  |  |
| |                                                       |  |  |  |  |  |  |  |  |  |  |  |  |  |  |  |
| | 3. Eva Terry Montes de Peralta                        |  |  |  |  |  |  |  |  |  |  |  |  |  |  |  |
| |                                                       |  |  |  |  |  |  |  |  |  |  |  |  |  |  |  |
| |                                                       |  |  |  |  |  |  |  |  |  |  |  |  |  |  |  |
| | 28. Pedro José Montes                                 |  |  |  |  |  |  |  |  |  |  |  |  |  |  |  |
| |                                                       |  |  |  |  |  |  |  |  |  |  |  |  |  |  |  |
| |                                                       |  |  |  |  |  |  |  |  |  |  |  |  |  |  |  |
| | 14. José Abel Montes Sobrino                          |  |  |  |  |  |  |  |  |  |  |  |  |  |  |  |
| |                                                       |  |  |  |  |  |  |  |  |  |  |  |  |  |  |  |
| |                                                       |  |  |  |  |  |  |  |  |  |  |  |  |  |  |  |
| | 29. Mercedes Sobrino y Piérola                        |  |  |  |  |  |  |  |  |  |  |  |  |  |  |  |
| |                                                       |  |  |  |  |  |  |  |  |  |  |  |  |  |  |  |
| |                                                       |  |  |  |  |  |  |  |  |  |  |  |  |  |  |  |
| | 7. Eva Montes de Peralta                              |  |  |  |  |  |  |  |  |  |  |  |  |  |  |  |
| |                                                       |  |  |  |  |  |  |  |  |  |  |  |  |  |  |  |
| |                                                       |  |  |  |  |  |  |  |  |  |  |  |  |  |  |  |
| | 30. Honorato Valdés de Peralta y Villavicencio        |  |  |  |  |  |  |  |  |  |  |  |  |  |  |  |
| |                                                       |  |  |  |  |  |  |  |  |  |  |  |  |  |  |  |
| |                                                       |  |  |  |  |  |  |  |  |  |  |  |  |  |  |  |
| | 15. Emperatriz Valdés de Peralta y Torres de Arellano |  |  |  |  |  |  |  |  |  |  |  |  |  |  |  |
| |                                                       |  |  |  |  |  |  |  |  |  |  |  |  |  |  |  |
| |                                                       |  |  |  |  |  |  |  |  |  |  |  |  |  |  |  |
| | 31. Juana Torres de Arellano y Ponce de León          |  |  |  |  |  |  |  |  |  |  |  |  |  |  |  |
| |                                                       |  |  |  |  |  |  |  |  |  |  |  |  |  |  |  |
| |                                                       |  |  |  |  |  |  |  |  |  |  |  |  |  |  |  |